# John Humphrey Noyes

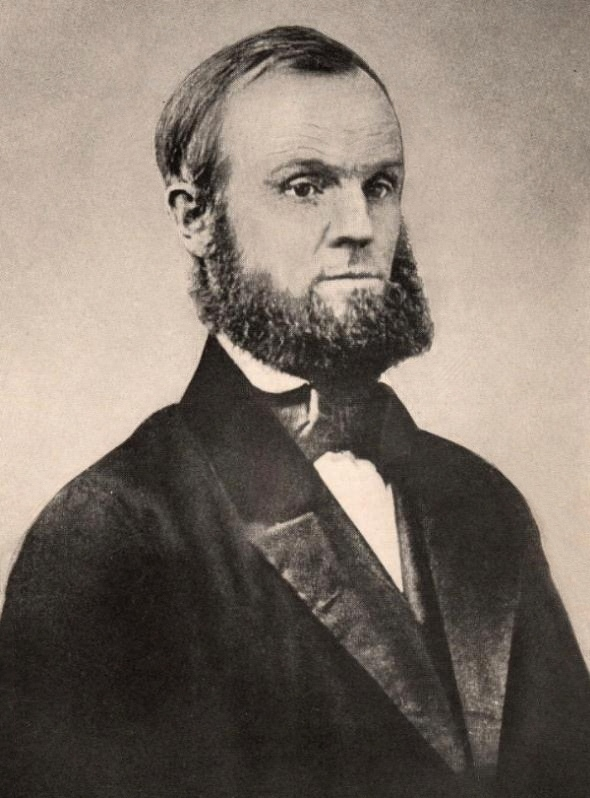
John Humphrey Noyes.

John Humphrey Noyes (3 de septiembre de 1811 - 13 de abril de 1886) fue un socialista utópico estadounidense, quien fundó la "Comunidad de Oneida" en 1848.

## Biografía
Nació en Brattleboro, Vermont y ya antes de cumplir los 21 años empezó a difundir sus ideas. Mientras estudiaba en la Universidad de Dartmouth, Andover Theological Seminary y Yale Divinity School utilizó su destreza en la argumentación teológica, que combinó con el sentido común que desarrolló como granjero.
Fue en su segundo año en Yale cuando hizo su primer descubrimiento teológico. Intentaba determinar cuándo ocurrió la Segunda Venida de Cristo y llegó a la conclusión que ya había sucedido; a su parecer, había ocurrido en el año 70, razón por la cual la humanidad ahora vivía una nueva era. Con esto en mente comenzó a preocuparse cada vez más sobre la posibilidad de la salvación ante el pecado y el perfeccionamiento del hombre. Empezó a argumentar a sus colegas que a menos que la humanidad esté en verdad libre de pecado, el Cristianismo sería una mentira, y que solo los que eran perfectos y libres de pecado eran verdaderos cristianos.
A partir de entonces Noyes comenzó a proclamar que no cometía pecados. Su idea de Perfeccionismo (la creencia de que es posible vivir libre de pecado en el plano temporal) hizo que sus amigos pensaran que se había vuelto desequilibrado y empezó a ser llamado hereje por sus propios profesores. Noyes mantenía que, porque había rendido su voluntad ante Dios en todo lo que hacía, era perfecto porque sus elecciones provenían "de un corazón perfecto". Su teoría giraba en torno a la idea de que el hecho que el hombre tuviera una voluntad independiente se debía a Dios, y que por lo tanto esta voluntad independiente provenía de Dios, razón por la cual era divina. La única forma de controlar la voluntad de la humanidad era la dirección espiritual. Noyes afirmó que era imposible para la Iglesia impulsar al hombre a obedecer la Ley de Dios, y enviarlo a la condena eterna por su fracaso en hacerlo. Proclamó que su nueva relación con Dios cancelaba su obligación a obedecer las normas morales tradicionales o las leyes humanas. Como consecuencia, Noyes empezó a actuar según sus impulsos y su intuición, en vez de razonar sus acciones o atenerse a sus consecuencias. El 20 de febrero de 1834 se declaró Perfecto y libre de pecado. Esta declaración causó indignación en Yale, y su recientemente adquirida licencia para predicar fue revocada.
Tras su expulsión de Yale y la revocación de su licencia, regresó a Putney, Vermont, donde continuó predicando, declarando "Les quité su licencia para pecar y siguen pecando; me quitaron mi licencia para predicar pero seguiré predicando". En ese entonces, su comunidad de Putney comenzó a tomar forma: empezó en 1836 como la Escuela Bíblica de Putney y se convirtió en una organización comunal formal en 1844.
En 1847, Noyes fue arrestado por adulterio. Luego de enterarse de que existían órdenes de arresto contra varios de sus leales seguidores, el grupo abandonó Vermont y se estableció en Oneida, New York, donde Noyes conocía algunos seguidores de su doctrina que poseían tierras. Decidieron establecerse allí y construir su primer alojamiento comunal en 1848. La Comunidad de Oneida, como llegó a ser conocida, sobrevivió hasta 1879. Había crecido hasta tener más de 300 miembros, con sucursales en otros estados. Asimismo, desarrollaron una exitosa pequeña industria.
En junio de 1879 uno de sus más leales seguidores lo alertó de que iba a ser arrestado por estupro. En medio de la noche, Noyes huyó hasta Ontario, Canadá, donde la comunidad tenía una fábrica. En agosto, escribió a su Comunidad, afirmando que había llegado el tiempo de vivir de una manera más tradicional. Así, la Comunidad se disolvió de manera formal y se convirtió en una sociedad anónima el 1 de enero de 1881. 
Noyes nunca regresó a los Estados Unidos, pero mantuvo una poderosa influencia sobre sus seguidores. Falleció en Niagara Falls, Ontario, en 1886. Su cadáver fue trasladado a Oneida y fue enterrado en el Cementerio de la comunidad junto a muchos de sus seguidores.